# Spilosmylus inquinatus
Spilosmylus inquinatus is een insect uit de familie watergaasvliegen (Osmylidae), die tot de orde netvleugeligen (Neuroptera) behoort. 
Spilosmylus inquinatus is voor het eerst wetenschappelijk beschreven door McLachlan in 1870. De soort komt voor in Indonesië en de Filipijnen.